# Alan Gardner
Alan Gardner, 1. baron Gardner (anglicky Alan Gardner, 1st Baron Gardner of Uttoxeter, 1st Baronet Gardner of Uttoxeter) (12. února 1742 Uttoxeter, Anglie – 1. ledna 1809 Bath, Anglie) byl britský admirál. U královského námořnictva sloužil od třinácti let a v mládí vynikal statečností, později se stal uznávaným námořním vojevůdcem ve válkách proti Francii. Kromě aktivní služby na moři zastával také funkce v námořní administraci a za stranu toryů byl dlouholetým poslancem Dolní sněmovny (1790–1806). V roce 1805 dosáhl hodnosti admirála a v roce 1806 se s titulem barona stal členem Sněmovny lordů.

## Životopis

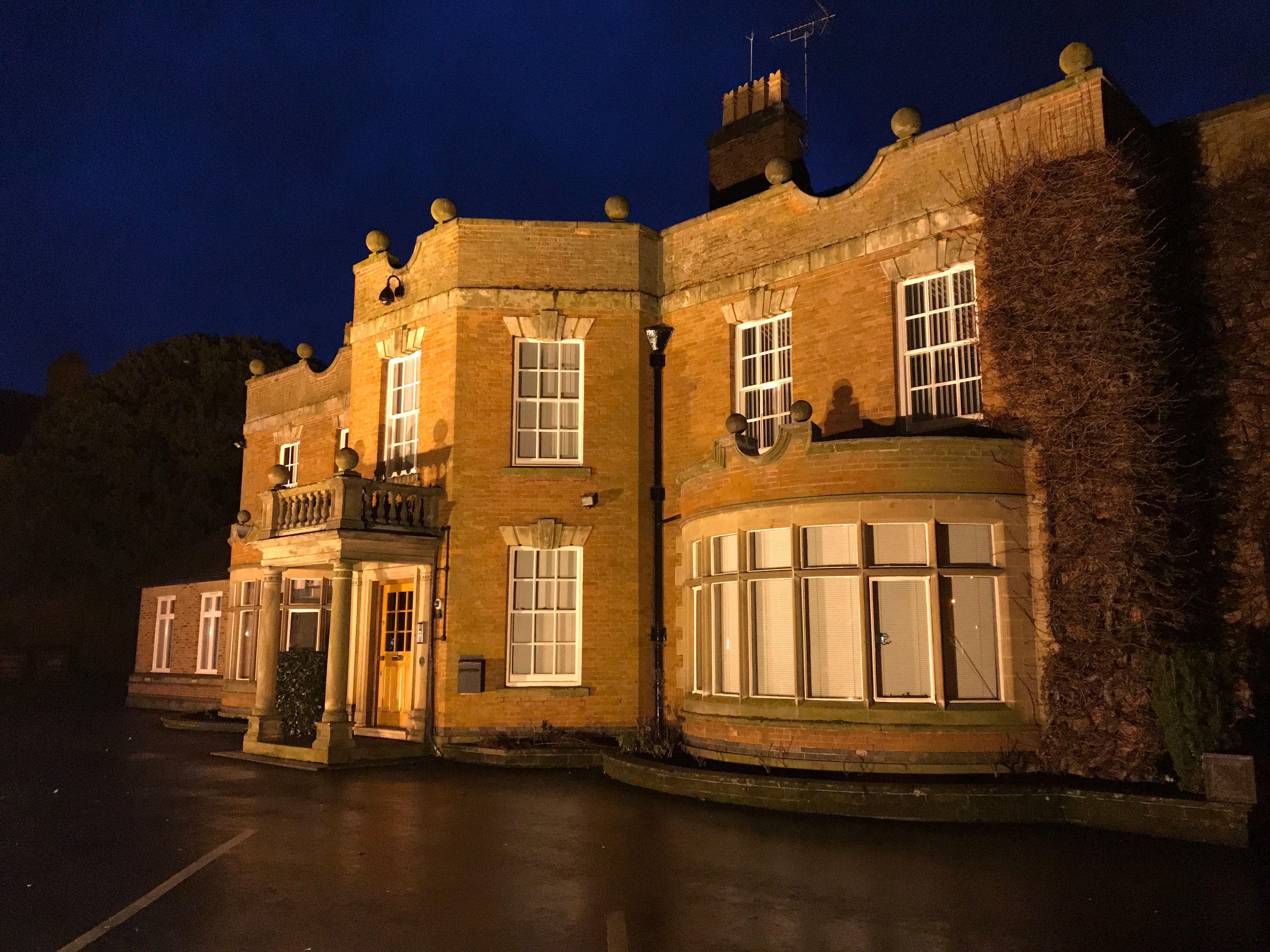
Rodný dům admirála Gardnera Manor House ve městě Uttoxeter (hrabství Staffordshire, Anglie)

Pocházel z Irska, ale narodil se v Anglii, byl třetím synem podplukovníka Williama Gardnera (1691–1762). Do královského námořnictva vstoupil v roce 1755, v roce 1759 se zúčastnil bitvy u Quiberonu a v roce 1760 byl povýšen na poručíka. Pod admirálem Edwardem Hawkem se zúčastnil další bojů proti Francii v rámci sedmileté války a již ve dvaceti letech dosáhl hodnosti komandéra (1762). V roce 1766 byl povýšen na kapitána a jako velitel fregaty HMS Levant sloužil u břehů Jamajky, kde se také v roce 1769 oženil. Na lodi HMS Levant přepravil válečnou kořist v hodnotě 60 000 guinejí, která byla v Anglii předána do majetku Bank of England. Poté byl několik let mimo aktivní službu, v roce 1774 se ale vrátil do Karibiku a jako velitel fregaty HMS Maidstone byl v roce 1776 spolu s Williamem Cornwallisem pověřen ochranou konvoje 118 obchodních lodí do Mexického zálivu. V roce 1777 pak doprovázel konvoj 40 obchodních lodí do Anglie, kde zůstal necelý půlrok, ještě v roce 1777 odplul k břehům severní Ameriky a pod admirálem Johnem Byronem se zúčastnil bojů proti Francii během americké války za nezávislost. V letech 1779–1781 velel řadové lodi HMS Sultan se 74 děly, poté byl v letech 1781–1783 velitelem lodi HMS Duke s 90 děly. Zúčastnil se bitvy u Grenady (1779) a pod admirálem Rodneyem bojoval v bitvě u Saintes (1782), mezitím byl zraněn při zajetí jedné francouzské lodi.
Po uzavření míru s USA (1783) se vrátil do Anglie, kde pak strávil tři roky. Při audienci u krále Jiřího III. v roce 1786 obdržel hodnost komodora a stal se vrchním velitelem námořní základny na Jamajce (Jamaica Station), kde pak působil v letech 1786–1789. V době španělského vyzbrojování v roce 1789 byl povolán zpět do Evropy. V lednu 1790 byl jmenován lordem admirality a v únoru téhož roku byl zvolen poslancem Dolní sněmovny. V parlamentu zastupoval přístav Plymouth, připojil se ke straně toryů a podporoval vládu W. Pitta mladšího. V rámci společenských událostí uváděl ke královskému dvoru nadějné námořní důstojníky, mimo jiné v roce 1790 představil králi Williama Bligha, později proslaveného jako velitele na vzbouřené lodi HMS Bounty.

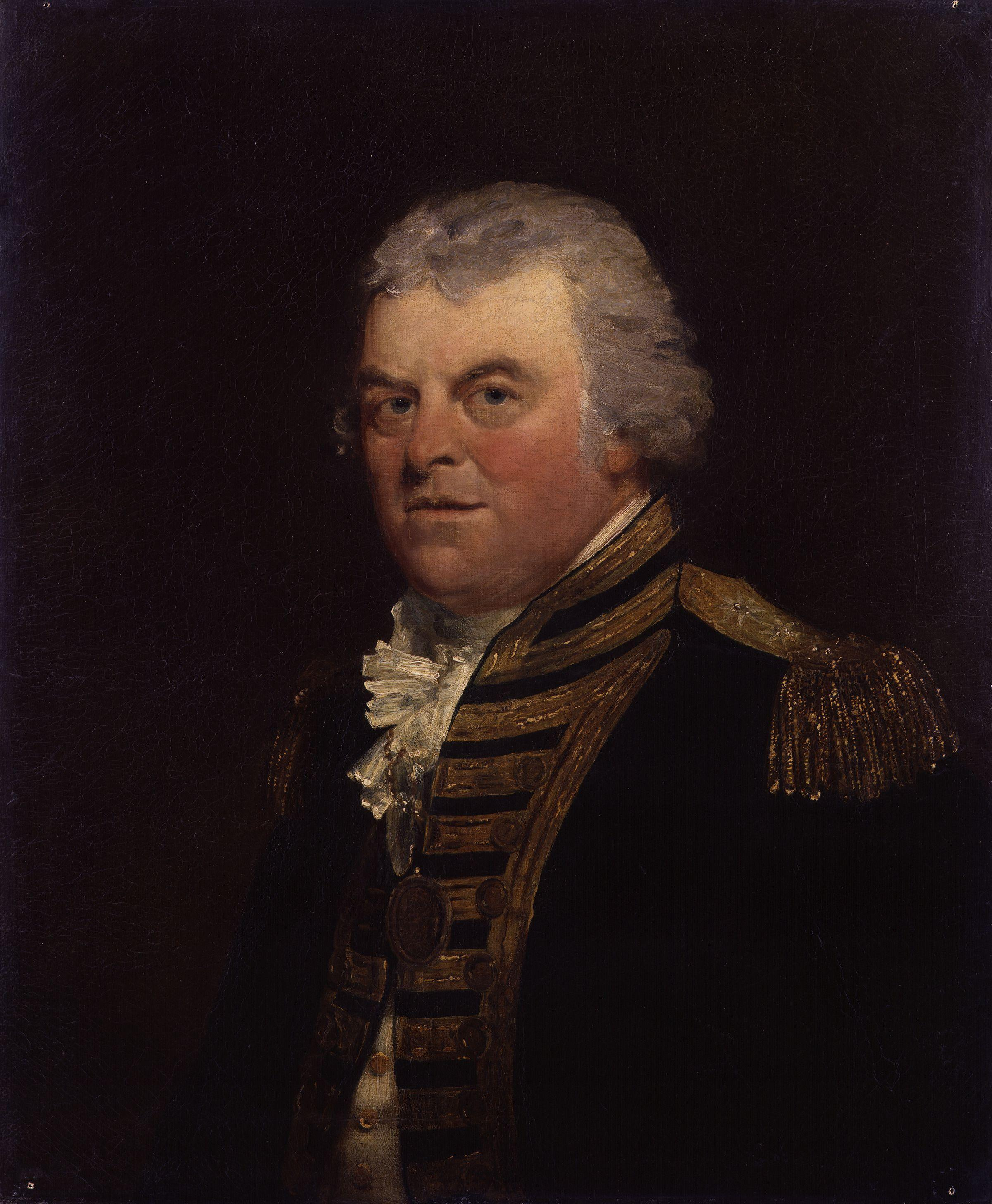
Portrét z roku 1799 ze sbírek Národní portrétní galerie v Londýně

Když po popravě Ludvíka XVI. vstoupila Velká Británie do válečného stavu s Francouzskou republikou, byl Gardner k datu 1. února 1793 povýšen na kontradmirála a svou admirálskou vlajku vztyčil na řadové lodi II. třídy HMS Queen vyzbrojené 90 děly a posádkou 750 mužů. Téhož roku byl převelen opět do Karibiku a od března do listopadu 1793 zastával funkci vrchního velitele Royal Navy na Závětrných ostrovech, kde bojoval proti Francouzům. Po návratu do Evropy se pod vrchním velením admirála Howea zúčastnil bitvy Slavného 1. června (1794), kde byla jeho loď HMS Queen poškozena. Za zásluhy byl o měsíc později povýšen do hodnosti viceadmirála a obdržel také čestnou hodnost generálmajora námořní pěchoty (1794). Po odvolání Pittova bratra hraběte Chathama z funkce ministra námořnictva a nástupu nového prvního lorda admirality hraběte Spencera byl v březnu 1795 odvolán z funkce námořního lorda, ale zúčastnil se dalších bojů proti Francii (bitva u ostrova Groix). V roce 1796 získal titul šlechtický titul baroneta a v letech 1796–1797 velel řadové lodi I. třídy HMS Royal Sovereign se 100 děly a posádkou 850 mužů. Mezitím byl v dalších parlamentních volbách v roce 1796 znovu zvolen do Dolní sněmovny a s ohledem na svou popularitu si troufnul kandidovat v prestižním volebním obvodu Westminster. Poslancem za Westminster byl spolu s populárním whigistickým politikem Charlesem Jamesem Foxem a mandát přesvědčivě obhájil i v dalších volbách v roce 1802.

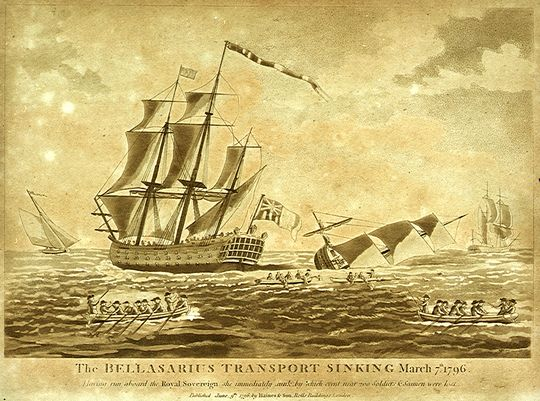
Řadová loď HMS Royal Sovereign, vlajková loď admirála Gardnera v letech 1796–1797

V letech 1800–1803 byl vrchním velitelem Royal Navy v irském přístavu Cork, v roce 1800 byl zároveň povýšen na barona (tento titul ale platil pouze pro Irsko a nebylo s ním spojeno členství v Horní sněmovně). Po obnovení válečného stavu s Francií byl v roce 1803 jako vrchní velitel převelen do Portsmouthu (Commander-in-Chief, Portsmouth), kde se podílel na přípravě obrany proti plánované francouzské invazi na britské ostrovy. Ještě v roce 1803 se ale vrátil do Corku, kde ho to bavilo a velitelem zde zůstal do roku 1806. V roce 1805 byl povýšen do hodnosti admirála. Po předčasné smrti premiéra W. Pitta mladšího (1806) a proměně politických poměrů nezískal dostatečnou podporu v následujících parlamentních volbách, náhradou byl ale povýšen na barona s právem peerství a vstoupil do Sněmovny lordů (1806; v poslaneckém mandátu za Westminster jej nahradil admirál Samuel Hood). Aktivní kariéru završil jako vrchní velitel v Lamanšském průlivu (Commander-in-Chief English Channel, 1807–1808). Na jaře 1808 byl z funkce odvolán a odešel do výslužby v lázních Bath, kde krátce poté na Nový rok 1808 zemřel. Jeho poslední vlajkovou lodí byla v roce 1808 HMS Bellerophon, která později proslula deportací sesazeného francouzského císaře Napoleona I. do vyhnanství na ostrov Sv. Heleny (1815).
Jeho jméno nese Gardnerova zátoka u břehů USA, po manželce Susan byla pojmenována Susanina zátoka. Obě destinace získaly jméno z iniciativy objevitele Georga Vancouvera, jehož aktivity Gardner podporoval z titulu funkce lorda admirality v 90. letech 18. století.
V roce 1769 se v Kingstonu oženil se Susannah Hyde Galeovou (1749–1823), jejím otcem byl bohatý majitel plantáží na Jamajce Sir Francis Gale. Z jejich manželství se narodily čtyři děti, jedna dcera a tři synové. Nejstarší syn Alan Hyde Gardner (1770–1815) dosáhl u námořnictva hodnosti viceadmirála (1813) a po otci zdědil titul barona s členstvím ve Sněmovně lordů (1809). Námořníkem byl i druhorozený syn Sir Francis Gardner (1773–1821), který dosáhl hodnosti kontradmirála.. Třetí syn William Henry Gardner (1774–1856) sloužil v britské armádě a nakonec byl generálmajorem.